# Ерих (Шаумбург)
Ерих фон Холщайн-Шаумбург (на немски: Erich von Holstein-Schauenburg; * 1420; † 24/25 март 1492) е управляващ граф на Холщайн-Пинеберг и на Шаумбург (1474 – 1492).
Той е вторият син на граф Ото II фон Шауенбург (1400 – 1464) и съпругата му графиня Елизабет фон Хонщайн († 1468), дъщеря на граф Ернст II фон Хонщайн-Клетенберг († 1426) и Анна София фон Щолберг († 1436).
Брат е на Адолф X (1419 - 1474), Ото III (1426 – 1510), Антон (1439 – 1526), Йохан IV (1449 – 1527), Ернст I (1430 – 1471), от 1458 г. епископ на Хилдесхайм, Хайнрих III († 1508), от 1473 г. епископ на Минден. Сестрите му са: Анна († 1495), омъжена 1450/1452 за граф Бернхард VII фон Липе († 1511), и Матилда († 1468), омъжена 1463 за херцог Бернхард II фон Брауншвайг-Люнебург († 1464) и 1466 за херцог Вилхелм фон Брауншвайг-Волфенбютел († 1482).
Ерих управлява заедно с брат си Адолф X от 1464 до 1474 г. Холщайн-Пинеберг и графството Шауенбург и от 1474 до 1492 г. заедно с брат си Антон. По време на неговото управление с Адолф X започва строежът на ренесансов дворец в Пинеберг на местото на стария замък.
През 1486 г. Ерих подарява францисканския манастир в Щадтхаген, който е завършен след смъртта му.

## Фамилия
През 1476 г. Ерих се жени за графиня Хебе от Източна Фризия (* 18 ноември 1457; † 1476/1478), дъщеря на граф Улрих I († 1466) и съпругата му Теда Укена († 1494). Те нямат деца.